# Чукотское нагорье
Чуко́тское наго́рье (Чукотский хребет, Анадырский хребет) — система средневысотных хребтов и массивов в центральной части Чукотского автономного округа, в северо-восточной части Дальнего Востока России. Является частью Восточно-Сибирской возвышенности. Длина около 450 км.
Чукотское нагорье простирается от Чаунской губы до Анадырского залива и разделяет бассейны Тихого и Северного Ледовитого океанов.
Для Чукотского нагорья характерны сглаженные формы рельефа с отметками высот в среднем 1000 м, помимо которых отмечаются сильно эродированные массивы и лавовые плоскогорья, а также отдельные протяжённые гряды и кряжи высотой до 1800 м.
В северной части хребты образованы главным образом сланцами, песчаниками и прорванными гранитами. В южной части в основном вулканогненные отложения. По нижней части склонов гор преобладает тундра, зачастую болотистая. В вершинном поясе — арктическая горная пустыня.
Высшая точка 67°48′04″ с. ш. 178°21′17″ в. д. — гора Исходная (Чантальский хр.) — 1887 м.
Имеются месторождения золота, серебра, ртути, вольфрама, каменного угля, олова.